# Região Geográfica Imediata de Campos dos Goytacazes
A Região Geográfica Imediata de Campos dos Goytacazes é uma das quinze regiões imediatas do estado brasileiro do Rio de Janeiro, uma das três regiões imediatas que compõem a Região Geográfica Intermediária do Rio de Janeiro e uma das 509 regiões imediatas no Brasil, criadas pelo IBGE em 2017.
É composta por seis municípios, tendo uma população estimada pelo IBGE para 1.º de julho de 2019, de 652,554 habitantes e uma área total de 7 459,483 km².
A cidade-sede Campos dos Goytacazes é a mais populosa da região.

## Municípios
Fonte: IBGE – Cidades
| Município                   | População Estimativa 2019 | Área (km²) |
| --------------------------- | ------------------------- | ---------- |
| Campos dos Goytacazes       | 507 548                   | 4.032,487  |
| Cardoso Moreira             | 12 823                    | 514,882    |
| Italva                      | 15 207                    | 291,193    |
| São Fidélis                 | 38 669                    | 1.034,833  |
| São Francisco de Itabapoana | 42 205                    | 1.118,037  |
| São João da Barra           | 36 102                    | 452,396    |
| Total                       | 652,554                   | 7 444,161  |